# Mrs. Potato Head
Mrs. Potato Head è un brano musicale della cantautrice statunitense Melanie Martinez, dodicesima traccia del suo concept album d'esordio Cry Baby, rilasciato in tutto il mondo il 14 agosto 2015 sotto le etichette discografiche Atlantic Records e Warner/Chappell Music. I testi della canzone affronta la chirurgia plastica, le sue conseguenze che ne derivano, e la lotta per la bellezza nel mondo moderno. La canzone spiega che cosa le ragazze passano per essere belle. È stato scritto dalla cantante stessa, Jeremy Dussolliet e Tim Sommers, ed è stato prodotto Kinetics & One Love.

## Il brano
Si tratta di una canzone darkwave con una durata di tre minuti e trentasette secondi. I testi parlano della chirurgia plastica e le sue conseguenze. In un'intervista per la rivista Vice, Martinez ha dichiarato, «Ho avuto l'idea per Mrs. Potato Head per un lungo periodo di tempo e l'intera visione che ho avuto nella mia testa e il fatto che è possibile tirare parti fuori dal giocattolo e che potrebbe rappresentare la chirurgia plastica.» In un'intervista con la rivista statunitense Billboard, la cantante ha dichiarato Mrs. Potato Head «era la canzone più difficile da scrivere, ma ne valeva la pena.»

## Video musicale
Il videoclip dell'brano è stato diretto dalla cantante stessa. È stato pubblicato il 1 dicembre 2016.
Il video comincia con Crybaby che guarda la televisione in casa sua mentre pettina i capelli della sua bambola e mangia biscotti. A un certo punto compare una pubblicità di pillole dimagranti, e lei inizia a pensare di dover dimagrire, così smette di mangiare i suoi biscotti: segue la pubblicità di una marca di parrucche bionde, che fa scappare in bagno una Crybaby in lacrime. Lì lei si riempie il reggiseno di fazzoletti per far sembrare il suo seno più grosso, si mette un rossetto rosso e una parrucca bionda, e ingoia una pillola dimagrante.
Crybaby torna in soggiorno e cambia canale tv, e compaiono Mrs Potato Head (destinataria immaginaria della canzone) e suo marito, che dopo averle offerto un mazzo di fiori e una collana le dice di aver prenotato un lifting; la donna si mostra felice, ma in realtà è molto nervosa. Il giorno della visita, Mr Potato Head mostra ai dottori quello che vorrebbe veder fare su sua moglie disegnandole delle linee chirurgiche sul viso: dopodiché, inizia l’intervento. Il Bunny Doctor cerca di dare a Mrs Potato Head dei seni più grossi e di fare il lifting ma è visto per varie volte tagliare via completamente le linee chirurgiche e ricoprire l’interno dei seni con dei fazzoletti. Dopo che i coniugi vengono congedati e rimandati a casa, Mr Potato Head taglia i capelli di Mrs Potato Head mentre dorme, con grande orrore di lei quando in seguito si guarda allo specchio. Allora Mr Potato Head corre a confortarla, e le rimuove le bende: per sua sorpresa, l’intervento si è rivelato un disastro, e la faccia di Mrs Potato Head è completamente rovinata. Lui allora le ordina di mettersi una parrucca bionda e di truccarsi, con la speranza di coprire il danno fatto; tuttavia, ora che la moglie è brutta ai suoi occhi, Mr Potato Head la lascia per un’altra donna. A quel punto si scopre una devastata Mrs Potato Head che per tutto il tempo ha guardato la scena dalla finestra di sopra, e scappa via in lacrime mentre il video in tv finisce.
Crybaby, provata da quello che ha visto, si toglie la parrucca e i fazzoletti dal reggiseno, e capisce di essere perfetta così com’è e di non dover cambiare per nessuno.

## Accoglienza
Mrs. Potato Head ha ricevuto consensi da parte della critica. Nella recensione di Cry Baby, Allan Raible di ABC News, considera Mrs. Potato Head come il punto culminante dell'album. Ha continuato a chiamare la canzone una «critica pungente» sulla chirurgia plastica, e un «capolavoro» in generale. Jason Scott di Popdust, ha chiamato la traccia «una rivelazione sulla chirurgia plastica e il bisogno di bellezza tortuosa», etichettando la traccia come una «da ascoltare.» Thomas Kraus di Outlet Magazine ha soprannominato il brano come la sua canzone preferita dell'album ricevendo un punteggio di 10/10. Elogiando anche di lirismo della cantante e la sua prestazione vocale, infine definendo il brano «tutto intorno al brillante».
Il videoclip dell'brano è stato diretto dalla cantante stessa. È stato pubblicato il 1 dicembre 2016.